# 陳廷週
陳廷週（越南语：／，1881年—？年），原名陳廷俊（越南语：／），啟定元年（1916年）避啟定帝諱改今名，越南阮朝官員。

## 生平
陳廷週是乂安省英山府南壇縣春柳總春湖社（今屬乂安省南壇縣春和社）人，嗣德三十四年（1881年）出生。成泰十二年（1900年），陳廷週參加乂安場鄉試，考中舉人。成泰十九年（1907年），庭試考中第三同甲進士出身。維新年間任思義知府。啟定元年（1916年）十月，換補咸順知府，後任刑部員外郎。